# Dietrich von Altenburg
Dietrich von Altenburg († Oktober 1341 in Thorn) war der 19. Hochmeister des Deutschen Ordens von 1335 bis 1341.

## Leben
Er war ein Sohn des Burggrafen Dietrich II. von Altenburg († 1303). Sein Geschlecht hatte als Inhaber der reichsunmittelbaren Burggrafschaft Altenburg eine herausragende Stellung im Pleißenland inne. Die Nachfolge seines Vaters trat 1303 sein Bruder Albrecht IV. an. Da dieser 1329 ohne männlichen Nachwuchs starb, war Dietrich von Altenburg der letzte seines Geschlechts.
1307 trat er in den Orden ein. In den Jahren 1320 bis 1324 war er Komtur von Ragnit und in den Jahren 1326 bis 1331 hatte er diese Position in Balga (Honeda) inne.
Ab 1331 führte er als Ordensmarschall den Krieg gegen Polen und eroberte für den Orden Kujawien unter dessen Herzog Wladislaw Lokietek. Er war militärisch sehr aktiv, bei der Schlacht bei Płowce wurde er schwer verwundet, im Kampf wurde ihm eine Schnittwunde über die ganze Wange bis zum Mund zugefügt. Er ließ dafür aus Rache fast alle polnischen Gefangenen ermorden und verschonte nur die wertvollsten 56, für die er später Lösegeld forderte.
Als Hochmeister befasste er sich intensiv mit dem Bau und Ausbau der Ordensburgen:
1335 Angerburg, Burg Lötzen, 1336 Insterburg, Baierburg an der Memel; Anlegen von mit Gräben befestigten Wegen durch die „Wildnis“; Fortführung von Befestigungsarbeiten in Marienburg und Schwetz; Errichtung einer gewaltigen Ordensburg in Danzig an der Stelle der alten Herzogsburg.
In der Marienburg begann er den Ausbau der Marienkirche, den Bau des Hauptturmes, errichtete die Madonnen-Statue und vollendete die Annenkapelle. Er baute die erste feste Brücke über die Nogat mit einem Brückentor.
Dietrich von Altenburg erließ eine Reihe von Änderungen der Ordensregel betreffend die Bestimmungen über die Buße und geistlichen Übungen. Des Weiteren wurde aus Gründen der Bescheidenheit und Schlichtheit das Tragen persönlicher Wappen und der Gebrauch persönlicher Siegel untersagt. Der Hochmeister sollte lediglich das schwarze Kreuz mit aufgelegtem goldenen Kruckenkreuz und Reichsadler verwenden.
Nach einer Krankheit starb er im Oktober 1341 in Thorn (polnisch: Toruń), wo er sich zum Vertragsabschluss mit Polen aufhielt. Er war der erste Hochmeister, der in der Annenkapelle beigesetzt wurde. Seine Grabplatte ist noch zu besichtigen.